# Griemshorst
Griemshorst ist ein Ortsteil des Fleckens Harsefeld im niedersächsischen Landkreis Stade.

## Geografie und Verkehrsanbindung

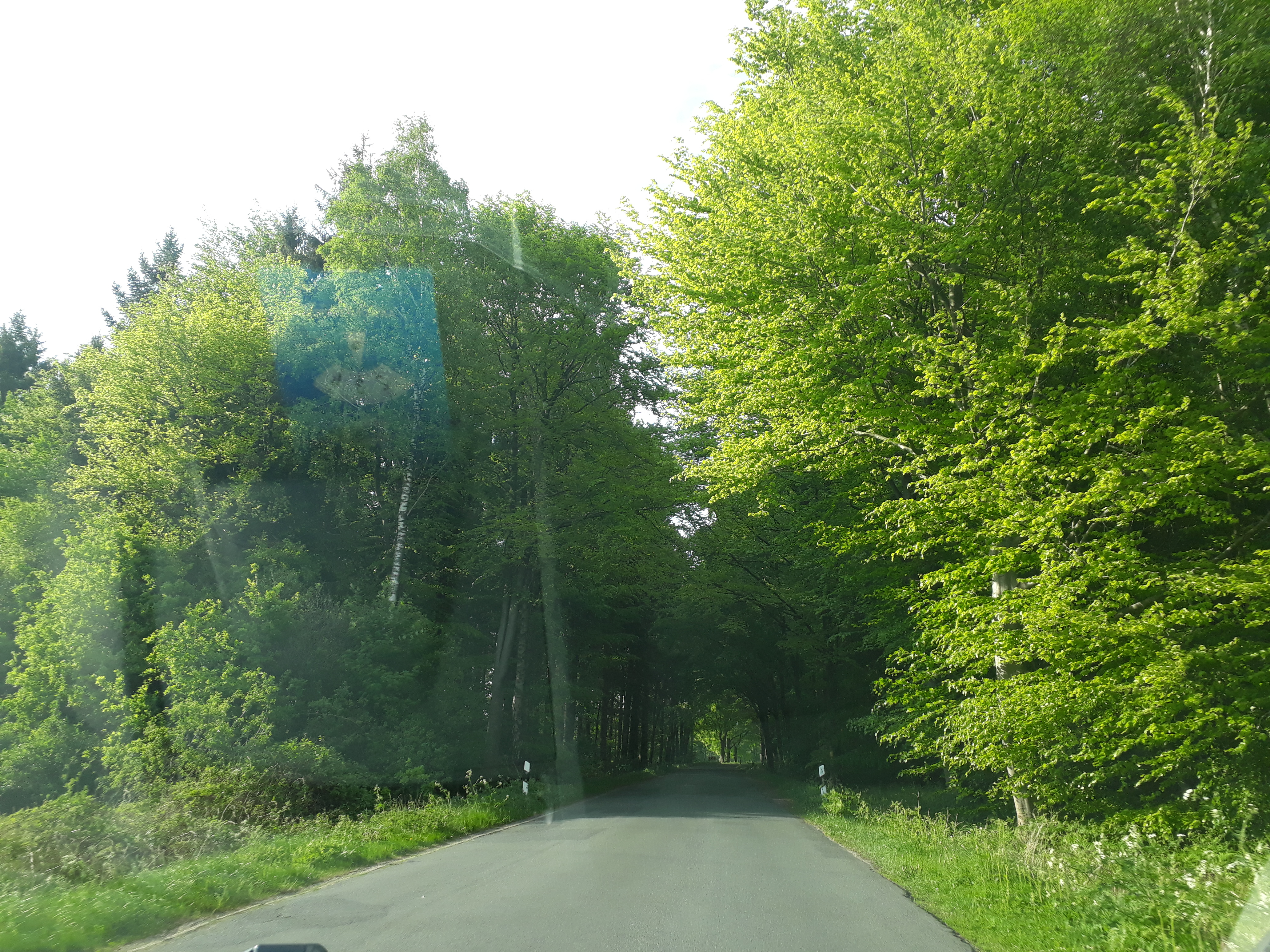
Braken bei Griemshorst (Mai 2018)

Der Ort liegt südlich des Kernortes Harsefeld an der Kreisstraße K 53. Die Landesstraße L 127 verläuft unweit südlich. Durch den Ort fließt der Griemsbach. 
Unweit westlich erstrecken sich die Naturschutzgebiete „Braken und Harselah“ und „Kahles und Wildes Moor“.

## Bauwerke
In der Liste der Baudenkmale in Harsefeld ist für Griemshorst ein Baudenkmal aufgelistet:
- Griemshorst 12: Wohnhaus